# Liste de musées aux Palaos
Cet article regroupe les principaux musées des Palaos. Les deux lieux sont situés à Koror, l'ancienne capitale du pays.
Il s'agit des :
- Belau National Museum (ou Musée national des Palaos)
- Etpison Museum & Gallery (Musée et galerie Etpison).